# Epiphile dinora
Epiphile dinora är en fjärilsart som beskrevs av Anton Heinrich Fassl 1912. Epiphile dinora ingår i släktet Epiphile och familjen praktfjärilar. Inga underarter finns listade i Catalogue of Life.